# Іст-Страудсбург (Пенсільванія)
Іст-Страудсбург (англ. East Stroudsburg) — місто (англ. borough) в США, в окрузі Монро штату Пенсільванія. Населення — 9669 осіб (2020).

## Географія
Іст-Страудсбург розташований за координатами 41°0′16″ пн. ш. 75°10′30″ зх. д. / 41.00444° пн. ш. 75.17500° зх. д. (41.004378, -75.175111). За даними Бюро перепису населення США в 2010 році місто мало площу 7,41 км², з яких 7,37 км² — суходіл та 0,04 км² — водойми.

### Клімат
| Клімат : Іст-Страудсбург | Клімат : Іст-Страудсбург | Клімат : Іст-Страудсбург | Клімат : Іст-Страудсбург | Клімат : Іст-Страудсбург | Клімат : Іст-Страудсбург | Клімат : Іст-Страудсбург | Клімат : Іст-Страудсбург | Клімат : Іст-Страудсбург | Клімат : Іст-Страудсбург | Клімат : Іст-Страудсбург | Клімат : Іст-Страудсбург | Клімат : Іст-Страудсбург | Клімат : Іст-Страудсбург |
| Показник                 | Січ.                     | Лют.                     | Бер.                     | Квіт.                    | Трав.                    | Черв.                    | Лип.                     | Серп.                    | Вер.                     | Жовт.                    | Лист.                    | Груд.                    | Рік                      |
| Абсолютний максимум, °C  | 20,3                     | 25,0                     | 30,2                     | 34,7                     | 34,7                     | 35,2                     | 37,9                     | 37,1                     | 35,7                     | 31,1                     | 26,4                     | 21,7                     | 37,9                     |
| Середній максимум, °C    | 2,3                      | 4,3                      | 9,3                      | 16,4                     | 22,2                     | 26,6                     | 28,8                     | 27,9                     | 23,9                     | 17,6                     | 11,3                     | 4,7                      | 16,3                     |
| Середня температура, °C  | −2,8                     | −1,2                     | 3,3                      | 9,6                      | 15,2                     | 20,0                     | 22,4                     | 21,6                     | 17,5                     | 11,1                     | 5,7                      | −0,1                     | 10,2                     |
| Середній мінімум, °C     | −7,8                     | −6,6                     | −2,8                     | 2,7                      | 8,2                      | 13,4                     | 16,1                     | 15,3                     | 11,1                     | 4,6                      | 0,2                      | −4,8                     | 4,2                      |
| Абсолютний мінімум, °C   | −27,8                    | −22,6                    | −18,1                    | −9,8                     | −2,7                     | 2,4                      | 5,9                      | 3,3                      | −1,2                     | −6,8                     | −14,4                    | −21,7                    | −27,8                    |
| Норма опадів, мм         | 86                       | 75                       | 92                       | 104                      | 113                      | 114                      | 115                      | 112                      | 126                      | 121                      | 102                      | 104                      | 1265                     |
| Вологість повітря, %     | 69.1                     | 64.3                     | 59.6                     | 57.4                     | 61.8                     | 68.9                     | 68.9                     | 71.7                     | 72.8                     | 71.0                     | 69.4                     | 70.5                     | 67.1                     |
| ------------------------ | ------------------------ | ------------------------ | ------------------------ | ------------------------ | ------------------------ | ------------------------ | ------------------------ | ------------------------ | ------------------------ | ------------------------ | ------------------------ | ------------------------ | ------------------------ |
| Джерело: PRISM           |                          |                          |                          |                          |                          |                          |                          |                          |                          |                          |                          |                          |                          |

## Демографія
Згідно з переписом 2010 року, у селищі мешкало 9840 осіб у 3175 домогосподарствах у складі 1758 родин. Густота населення становила 1328 осіб/км². Було 3456 помешкань (467/км²).
Расовий склад населення:
| - 79,2 % — білих - 11,1 % — чорних або афроамериканців - 2,5 % — азіатів - 0,2 % — корінних американців - 3,6 % — осіб інших рас |

До двох чи більше рас належало 3,3 %. Частка іспаномовних становила 11,8 % від усіх жителів.
За віковим діапазоном населення розподілялося таким чином: 15,5 % — особи молодші 18 років, 71,4 % — особи у віці 18—64 років, 13,1 % — особи у віці 65 років та старші. Медіана віку мешканця становила 25,6 року. На 100 осіб жіночої статі у селищі припадало 86,2 чоловіків; на 100 жінок у віці від 18 років та старших — 82,2 чоловіків також старших 18 років.
Середній дохід на одне домашнє господарство становив 51 463 долари США (медіана — 40 833), а середній дохід на одну сім'ю — 62 158 доларів (медіана — 50 642). Медіана доходів становила 46 528 доларів для чоловіків та 34 439 доларів для жінок. За межею бідності перебувало 25,3 % осіб, у тому числі 20,6 % дітей у віці до 18 років та 9,6 % осіб у віці 65 років та старших.
Цивільне працевлаштоване населення становило 4177 осіб. Основні галузі зайнятості: освіта, охорона здоров'я та соціальна допомога — 32,2 %, роздрібна торгівля — 16,0 %, мистецтво, розваги та відпочинок — 16,0 %.